# Atopsyche ikonnikovi
Atopsyche ikonnikovi är en nattsländeart som beskrevs av Martynov 1912. Atopsyche ikonnikovi ingår i släktet Atopsyche och familjen Hydrobiosidae. Inga underarter finns listade i Catalogue of Life.